# Serra Bleda
La Serra Bleda és una serra situada al municipi de Montferrer i Castellbò a la comarca de l'Alt Urgell, amb una elevació màxima de 1.885 metres.